# 三脉紫菀
三脉紫菀（学名：Aster ageratoides）为菊科紫菀属的植物。分布在朝鲜、俄罗斯以及中国大陆的河北、黑龙江、四川、青海、河南、甘肃、吉林、内蒙古、陕西、云南、山东、辽宁等地，生长于海拔100米至3,800米的地区。花期秋季。多生於路邊、溝邊、曠野草叢中。具藥用價值。

## 别名
野白菊花（植物名实图考）、山白菊（贵州土名）、山雪花、白升麻、三脉叶马兰（中国植物图鉴）、鸡儿肠。台灣多以山白蘭稱之。

## 异名
- Aster ageratoides Turcz. var. firmus (Diels) Hand.-Mazz.
- Aster ageratoides Turcz. var. gerlachii (Hce.) Chang
- Aster ageratoides Turcz. var. heterophyllus Maxim.
- Aster ageratoides Turcz. var. lasiocladus (Hayata) Hand.-Mazz.
- Aster ageratoides Turcz. var. laticorymbus (Vant.) Hand.-Mazz.
- Aster ageratoides Turcz. var. leiophyllus (Franch. et Savat.) Ling
- Aster ageratoides Turcz. var. micranthus Ling
- Aster ageratoides Turcz. var. oophyllus Ling
- Aster ageratoides Turcz. var. ovatus (Fr. et Sav.) Hand.-Mazz.
- Aster ageratoides Turcz. var. pilosus (Diels) Hand.-Mazz.
- Aster ageratoides Turcz. var. scaberulus (Miq.) Ling
- Aster lasiocladus Hayata
- Aster leiophyllus Franch. et Savat.

## 圖片

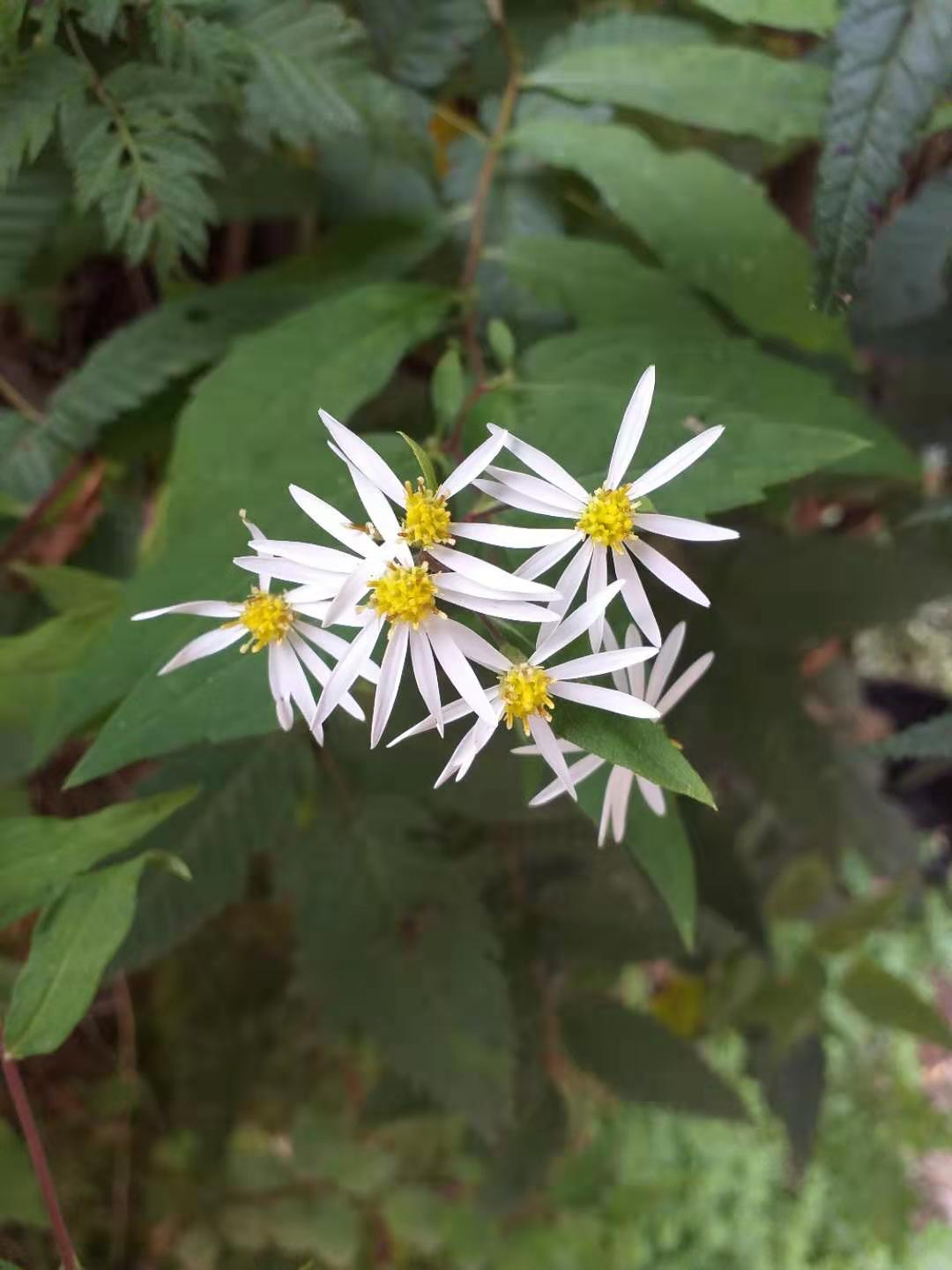
山白菊。雲南巴拉格宗自然生態園區，中國
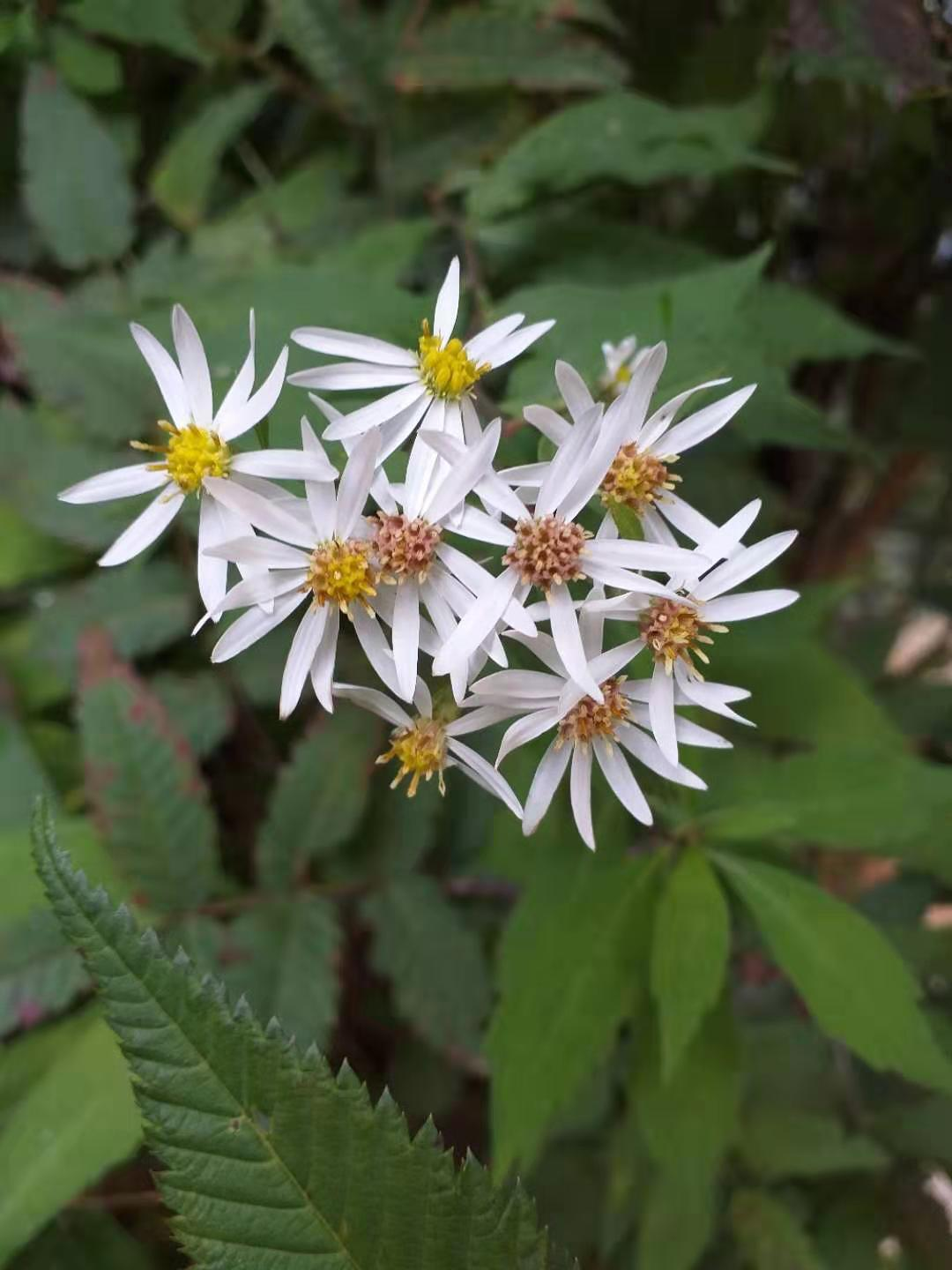
山白菊。雲南巴拉格宗自然生態園區，中國